# Адріан (Муреш)
Адріан (рум. Adrian) — село у повіті Муреш в Румунії. Входить до складу комуни Гургіу.
Село розташоване на відстані 278 км на північ від Бухареста, 33 км на північний схід від Тиргу-Муреша, 93 км на схід від Клуж-Напоки, 138 км на північний захід від Брашова.

## Населення
За даними перепису населення 2002 року у селі проживали 318 осіб. Рідною мовою 315 осіб (99,1%) назвали румунську.
Національний склад населення села:
| Національність | Кількість осіб | Відсоток |
| -------------- | -------------- | -------- |
| румуни         | 294            | 92,5%    |
| цигани         | 22             | 6,9%     |